# シメン・アグデスタイン
シメン・アグデスタイン（Simen Agdestein、1967年5月15日 - ）は、ノルウェー・アーケシュフース県アスケー出身のチェス選手。またサッカー選手としてもプレーしており、ノルウェー代表にも選出されていた。現役時代のポジションは、フォワード。

## チェス選手として
15歳でノルウェー王者、16歳でインターナショナルマスター、18歳でグランドマスターの称号を獲得。
1986年の世界ジュニアチェス選手権ではヴィスワナータン・アーナンドらをおさえ準優勝に輝いた。
1980年代後半はチェスをいったん休止しサッカーに力を入れた。しかし1990年代初頭に膝に深刻な怪我を負い、サッカー選手としての経歴にピリオドを打った。1999年にチェスに復帰し、2003年にマン島で開催された国際大会で優勝した。2013年は2大会で優勝した。
チェス・オリンピアードにはノルウェー代表として7回出場している。最高成績は1982年大会の個人金メダル。

## サッカー選手として
1984年にオスロのFKリンと契約し、1992年に引退するまで同クラブでプレーした。また1988年から翌年にかけてノルウェー代表に選出されており、1ゴールを記録している。